# Aquifex
Aquifex ist eine Gattung in der Familie Aquificaceae und gehört zu den Bakterien. Bislang sind zwei Arten bekannt: A. aeolicus und A. pyrophilus. Beide sind hyperthermophil und leben bei Wassertemperaturen zwischen 85° und 95°C.
Die Arten sind stäbchenförmig mit einer Länge von 2 bis 6 µm. Sie bilden keine Sporen und sind gramnegativ mit autotropher Lebensform. Aquifex kann sich zu Kolonien von bis zu 100 individuellen Zellen zusammenschließen.
Aquifex findet sich häufig in der Nähe von Unterwasservulkanen und Thermalquellen. A. aeolicus benötigt Sauerstoff zum Leben, es reicht jedoch eine Konzentration von 7,5 ppm. A. pyrophilus kann auch anaerob leben sofern Stickstoff vorhanden ist, der dann anstelle von Sauerstoff reduziert wird.
A. aeolicus wurde bei der Insel Vulcano nördlich von Sizilien entdeckt, während A. pyrophilus erstmals am Kolbeinseyrücken nördlich von Island gefunden wurde.

## Systematik
- Aquiflex aeolicus
- Aquiflex pyrophilus Huber & Stetter 1992